# Drymochares cylindraceus
Drymochares cylindraceus là một loài bọ cánh cứng trong họ Cerambycidae.